# زويلا أوغارتي دي لانديفار
زويلا أوغارتي دي لانديفار، والمعروفة أيضًا باسمها المستعار زاريليا، (27 يونيو 1864-16 نوفمبر 1969) كاتبة إكوادورية، وصحفية، وأمينة مكتبة، وناشطة حق تصويت المرأة، ونسوية. كانت أول أنثى تمتهن الصحافة في الإكوادور، وكانت إلى جانب هيباتيا كارديناس دي بوستامانتي من المدافعات الرئيسيات عن حركة حق المرأة في التصويت في الإكوادور.
بدأت حياتها المهنية في أواخر ثمانينيات القرن التاسع عشر، باعتبارها شخصية برزت باكرًا في عالم الصحفيات الإكوادوريات. بدأت في استخدام الاسم الصحفي المستعار زاريلا في المجلة الأسبوعية تيسورو ديل هوغار. أصبحت أيضًا أول مديرة ومحررة للصحيفة السياسية لا برينسا في عام 1911.

## النشأة
ولدت أوغارتي عام 1864 في إلغوابو في الإكوادور، ووالداها خوان دي ديوس أوغارتي بينافيدس وخوانا سيز بيريز. كانت الخامسة من بين 11 طفلًا.
انتقلت بعد وفاة والديها إلى غواياكيل، حيث أصبحت مؤيدة للقضية الليبرالية وبدأت العمل كصحفية في أواخر ثمانينيات القرن التاسع عشر. بدأت في استخدام الاسم المستعار «زاريليا» في مجلة تيسورو ديل هوجار الأسبوعية، التي أسستها لاستينيا لاريفا دي لونا، والتي نُشرت بين عامي 1887 و1893.

## المسيرة المهنية
صادقت أوغارتي خلال سنوات عملها الأولى التي ساهمت فيها بقصائد ومقطوعات نثرية قصيرة في تيسورو ديل هوغار، شخصيات مختلفة في الحركة الفكرية في غواياكيل، مثل دولوريس سوكري ونوما بومبيليو.

### لاموهير (المرأة)
ازدهرت الكتابة النسوية في الإكوادور بين عامي 1895-1912، وكانت زويلا أوغارتي من الشخصيات الرئيسية في تلك الحركة. أسست في عام 1905 مجلة لاموهير، أول مجلة نسائية في البلاد، واحتوت المجلة التي كانت تكلفتها 40 سنتًا في ذلك الوقت، على مقالات حول حقوق المرأة وإنجازاتها السياسية والاجتماعية وإنجازاتها في مكان العمل. نشرت أيضًا قصصًا ومقالات نسوية كتبتها نساء.

تضمنت الإصدارات الأولى من المجلة مساهمات من مثقفات من تلك الفترة مثل مرسيدس غونزاليس دي موسكوسو، وآنا ماريا ألبورنوز، ولاستينيا لاريفا دي لونا. ساهمت بعض المؤلفات في العدد الأول دون الكشف عن هويتهن، ولكن إدارة المجلة دفعتهن في العدد الثاني إلى الكتابة بأسمائهن الحقيقية، بهدف تعزيز كتابة النساء في المساحات العامة. كتبت أوغارتي في العدد الأول من لاموهير:
«الجهالة ليست ضمانة للسعادة- مهما قالوا- لن نقتنع أبدًا بأن المرأة المتعلمة غير متمكنة من الواجبات المنزلية، إذ يبدو لنا من المستحيل أن تلك القادرة على فهم ما هو مجرد، قادرة على تأدية أي دور من هذا القبيل، الذي لا يتطلب موهبة، بل القليل من الإرادة. نحن النساء، مثل الرجال، نمتلك روحًا واعية، وعقلًا مفكرًا، أكثر أو أقل ذكاءً».
كتبت أوغارتي في العدد الثاني مقالًا تاريخيًا عن معركة بيتشينشا. تضمن العدد قصائد شعرية وقصصًا، بالإضافة إلى مقال بعنوان «النكتة» ردًا على التعليقات السلبية التي وردت إثر نشر صحيفة لاموهير.
أغلُقت المجلة عدة مرات بسبب رسائلها التقدمية وكتاباتها لصالح الحقوق الاجتماعية والسياسية للمرأة.

### المكتبة الوطنية
عملت أوغارتي مديرة للمكتبة الوطنية في الإكوادور في كيتو بين عامي 1911-1920. نُشر الكثير من أعمالها الأدبية والتاريخية في مجلة هذه المؤسسة، المعروفة باسم إل بوليتين، والتي أسستها عام 1918. أعادت هيكلة السياسات الإدارية للمكتبة.
أشرفت أوغارتي خلال تلك الفترة، على مجموعة الوثائق المتعلقة بمعركة هواتشي، واستعمار زامورا، وجامعة سانتو توماس دي أكينو، المعروفة الآن باسم الجامعة المركزية في الإكوادور. عملت أيضًا على حفظ وفهرسة الوثائق من أرشيف كيتو والوثائق التاريخية من وحدة ريل أودينسيا في كيتو، والجمهورية الإكوادورية المبكرة، والمراسلات الرئاسية المختلفة.